# Basilica di Santa Maria del Lauro
La basilica di Santa Maria del Lauro è una chiesa monumentale di Meta ed è sede parrocchiale: al suo interno si venera la statua della Madonna del Lauro, miracolosamente ritrovata nell'VIII secolo, nonché patrona della città.

## Storia
La leggenda vuole che durante il VIII secolo, il 12 settembre, una donna sordomuta, di nome Teresita, mentre portava al pascolo la sua mucca, incuriosita da una forte luce, ritrovò sotto un arbusto di alloro, in un luogo in cui anticamente sorgeva un tempio dedicato a Minerva, una statua della Madonna, contornata da una gallina d'oro con dodici pulcini: immediatamente la donna riacquistò l'udito e la parola. Il vescovo, informato del fatto, fece spostare in processione la statua nella cattedrale di Sorrento ma questa, il giorno dopo, scomparve per ricomparire nello stesso luogo dov'era stata ritrovata. Dopo che l'evento si verificò altre due volte, si decise di collocare la statua nella chiesetta del Salvatore, vicino al luogo in cui si era compiuto il prodigio: solo nel 1206, la cappella, venne intitolata a Santa Maria del Lauro.
Di dimensioni troppo modeste per il numero di fedeli che accorrevano, la chiesa fu demolita ed al suo posto ne fu costruita una nuova, nel 1569; in seguito fu restaurata più volte e l'aspetto attuale risale al XVIII secolo. Il 29 novembre 1913 la chiesa, per il suo valore storico ed artistico, è stata dichiarata edificio monumentale su volere dello storico Antonio Filangieri di Candida; poco meno di un anno dopo, il 25 marzo 1914, fu elevata a basilica minore, così come ricorda una lapide posta all'ingresso:
Nel 2000, in occasione dell'anno santo, è stata sede giubilare.

## Descrizione
L'accesso alla chiesa è consentito tramite un'ampia scalinata; la facciata si presenta in stile neoclassico e risale alla prima metà del XIX secolo: è caratterizzata da un due coppie di lesene ai lati del portale d'ingresso che reggono la trabeazione oltre la quale si apre una piccola edicola, sormontata da una croce in ferro, retta da due colonne, nella quale è raffigurata la Madonna; tutte le decorazioni della facciata sono in stucco. Il portale d'ingresso è in ferro, ma alle sue spalle ne è presente un altro, del XVI secolo, in legno, sul quale sono intarsiate ventiquattro formelle, che raffigurano i misteri del Rosario.
L'interno si presenta a croce latina, con navata centrale, con volta a botte, separata dalle due laterali, con volta a crociera, tramite quattordici colonne, sette su ogni lato, sormontate da archi. L'altare maggiore risale al XVII secolo, è decorato con marmi policromi ed è arricchito da una statua in legno di tiglio della Madonna, un coro ligneo del 1782 e, nell'abside, una scultura del Redentore, del XVIII secolo, opera di Giacomo Colombo. Sono diverse le cappelle che si aprono nella chiesa: quella principale è dedicata alla Madonna del Lauro, con la statua in legno, in stile gotico, della Vergine ed è realizzata in marmi e adornata, nei pennacchi della cupola, da un affresco raffigurante gli Evangelisti, opera di Giuseppe Bonito, del 1785. Nella cappella di patronato della famiglia De Martino è posta una statua di San Pietro, della seconda metà del XVI secolo ed una scultura raffigurante il Cristo morto, del XIX secolo. Tre le altre cappelle, una presenta un busto ligneo del XIX secolo di San Giuseppe, un'altra, nel lato sinistro del transetto, è dedicata alla Madonna del Rosario, con una tavola del XVI secolo, fattura di scuola napoletana, opera di Girolamo Imparato. Tra le varie altre opere d'arti presenti nella chiesa le statue dell'Angelo custode e di San Michele, del 1640, un fonte battesimale in marmo del XVIII secolo, ex voto offerti dai marinai, due tavole del XVI secolo raffiguranti San Francesco e San Domenico ed un pulpito, realizzato nel XIX secolo, con la caratteristica scala a chiocciola in marmo, che secondo la tradizione, è posta nel luogo in cui originariamente era presente l'albero di lauro sotto il quale fu ritrovata la statua della Madonna. La sagrestia è adornata con affreschi raffiguranti il trionfo della fede, opera di Costantino Desiderio del 1783, una tela di Luca Giordano, con tema la cacciata dei mercanti dal tempio di Gerusalemme ed armadi in legno intarsiati risalenti al 1765, opera di artigiani nocerini.
Sulla cantoria in controfacciata, si trova l'organo a canne, costruito nel 1913 da Agostino Benzi: lo strumento, a trasmissione pneumatico-tubolare, ha due tastiere di 58 note ciascuna ed una pedaliera dritta di 27; la cassa lignea, in un fastoso stile barocco, presenta una mostra articolata in cinque campi divisi da semicolonne tortili con capitelli ionici composti da canne di principale disposte in una cuspide per ogni campo, con bocche a scudo.
Il campanile, alto quarantuno metri, realizzato in tufo grigio e campiture in intonaco giallo, è in stile barocco: si divide in cinque livelli, dove i primi tre sono a pianta quadrata, mentre i restanti due a pianta ottagonale ed è sormontato da una cupola a bulbo, anch'essa in tufo grigio e campiture in intonaco giallo.